# Премия BAFTA за лучший кастинг
В августе 2019 года BAFTA анонсировала введение новой категории — премии за лучший кастинг (англ. BAFTA Award for Best Casting).
Премия BAFTA за лучший кастинг вручается Британской академией кино и телевизионных искусств с 2020 года кастинговым директорам. Ниже приведён список победителей и номинантов с указанием оригинальных и русскоязычных названий фильмов.

## Лауреаты и номинанты
| Год  | Церемония | Лауреаты и номинанты               | Фильм — русскоязычное название | Фильм — оригинальное название             |
| ---- | --------- | ---------------------------------- | ------------------------------ | ----------------------------------------- |
| 2020 | 73-я      | • Шейна Марковиц                   | «Джокер»                       | Joker                                     |
| 2020 | 73-я      | • Виктория Томас                   | «Однажды в Голливуде»          | Once Upon a Time in Hollywood             |
| 2020 | 73-я      | • Дуглас Эйбл, Франсин Мэйслер     | «Брачная история»              | Marriage Story                            |
| 2020 | 73-я      | • Сара Кроу                        | «История Дэвида Копперфилда»   | The Personal History of David Copperfield |
| 2020 | 73-я      | • Нина Голд                        | «Два Папы»                     | The Two Popes                             |
| 2021 | 74-я      | • Люси Парди                       | «Рокс»                         | Rocks                                     |
| 2021 | 74-я      | • Линдси Грэм Аханону и Мэри Верню | «Девушка, подающая надежды»    | Promising Young Woman                     |
| 2021 | 74-я      | • Алекса Л. Фогель                 | «Иуда и чёрный мессия»         | Judas and the Black Messiah               |
| 2021 | 74-я      | • Джулия Ким                       | «Минари»                       | Minari                                    |
| 2021 | 74-я      | • Шайин Бэг                        | «Стойкая броня»                | Calm with Horses                          |